# Sohodor
Sohodor – wieś w Rumunii, w okręgu Bacău, w gminie Horgești. W 2011 roku liczyła 1305 mieszkańców.